# Różnorodność genetyczna
Różnorodność genetyczna – jedna z trzech form różnorodności biologicznej wyróżnianych przez IUCN. Określa, mierzony na różne sposoby, poziom zmienności genetycznej w obrębie populacji. Najczęściej jest wyrażana jako różnorodność alleliczna, czyli średnia liczba i względna częstość alleli na locus. Jest podstawowym źródłem różnorodności biologicznej.
Może być także mierzona jako:
- bogactwo alleliczne - średnia liczba alleli na locus,
- bogactwo genotypowe - liczba genotypów (haplotypów) w populacji,
- poziom heterozygotyczności - średni odsetek loci z dwoma różnymi allelami u osobnika,
- różnorodność mutacyjna i efektywna wielkość populacji - miara różnorodności nukleotydów zapewniających efektywną wielkość populacji,
- różnorodność nukleotydowa - średnia liczba różnic nukleotydowych w jednej lokalizacji pomiędzy dwoma losowo wybranymi osobnikami należącymi do populacji,
- procent polimorficznych loci,
- wariancja genetyczna - zróżnicowanie cech fenotypowych wśród osobników populacji wynikające z różnic genetycznych,
- współczynnik zmienności genetycznej - wariancja genetyczna skorygowana o częstość występowania cechy,
- dziedziczność - stosunek wariancji genetycznej do wariancji fenotypowej w populacji.

W utracie różnorodności genetycznej upatruje się przyczynę spadku dostosowania. Depresja wsobna, utrata różnorodności genetycznej oraz mutacje są grupą czynników genetycznych, które mogą potencjalnie wpływać na ryzyko wyginięcia gatunku. Różnorodność genetyczna zapewnia materiał do ewolucji zachodzącej przez dobór naturalny. Chociaż wpływ różnorodności genetycznej na adaptację nie jest podważany, to konsekwencje ekologiczne różnych poziomów tej różnorodności nie są przewidywalne. Przeprowadzone badania podają w wątpliwość negatywne skutki utraty heterozygotyczności przez populacje, co nie podważa jednak konieczności zachowania różnorodności genetycznej.
Zachowanie różnorodności biologicznej na poziomie genetycznym jest jednym z celów współczesnej ochrony przyrody, a utrzymanie różnorodności genetycznej zwierząt hodowlanych jest podstawowym sposobem zapewniania dostosowania do zmieniających się celów hodowlanych.